# Baldassarre Carrari el Viejo
Baldassarre Carrari el Viejo, como se conocía a Baldassarre Carrari (-1354) fue un pintor italiano de mediados del siglo XIV. Se lo conoce como “el Viejo” para distinguirlo de su homónimo Baldassarre Carrari el Joven que actuó un siglo más tarde. 
Vivió en la turbulenta y vivaz Forlì de mediados del siglo XIV, habiendo estado activo en 1354. Fue discípulo de Giotto e influenciado por el pintor Guglielmo degli Organi, su conciudadano y también seguidor de Giotto. 
Tenía en la época de su muerte muchos discípulos, entre los cuales se cuenta Melozzo da Forlì.
Se lo clasifica como perteneciente a la escuela forlivesa del siglo catorce.